# Impersonatie
Impersonatie is het zich voordoen, of optreden als iemand anders. Impersonatie kan onschuldig zijn, als iemand gewoon benieuwd is hoe het is om de ander te zijn. In dit geval wordt vaak de persona van een bekende aangenomen, met als veelgebruikte persoon Elvis Presley. Ook hoeft de impersonatie niet misleidend bedoeld te zijn, en is de omgeving met de impersonatie bekend. Maar er kunnen ook schadelijke trekken aan zitten, als bijvoorbeeld de identiteit van iemand anders aangenomen wordt met de bedoeling anderen te misleiden over kwalificaties of capaciteiten. Op internet kan impersonatie gebruikt worden om iemand te beschadigen, om te cyberpesten of door cyberlokkers om iemand onder valse voorwendselen in te palmen. 
Een heel ander gebruik van impersonatie is die bij spionage of in undercoverjournalistiek. Hier wordt impersonatie gebruikt om informatie te achterhalen die anders verborgen zou blijven. Een beroemd voorbeeld van toepassing van impersonatie in de journalistiek is Günter Wallraffs boek Ik (Ali), waarin de auteur verslag doet van het leven als Ali Levent Sinirlioğlu, een Turkse gastarbeider.
Een derde vorm van toepassing van impersonatie is bij beoordelingen, waarbij men bijvoorbeeld iemand anders laat afrijden voor het rijbewijs of examenopdrachten laat maken; dit laatste is een vorm van examenfraude.